# Refen
Refen (persiska: رفن) är en ort i Iran.   Den ligger i provinsen Chahar Mahal och Bakhtiari, i den centrala delen av landet, 500 km söder om huvudstaden Teheran. Refen ligger 1 386 meter över havet och antalet invånare är 863.
Terrängen runt Refen är varierad. Runt Refen är det ganska glesbefolkat, med 38 invånare per kvadratkilometer. Refen är det största samhället i trakten. Omgivningarna runt Refen är i huvudsak ett öppet busklandskap.